# Wihtwara
Wihtwara ili Wihtland, povijesna kraljevina na području današnje Engleske. Prostiralo se na 
Wightu, otoku površine 380 km2, nedaleko od južne obale Engleske, tijekom anglosaskog naseljavanja Britanije. Ime je izvedeno od jutske riječi Wihtwara ("Wihtski ljudi"). Glavni grad bila je tvrđava zvana Wihtwarasburgh. Pretpostavlja se da je današnje selo Carisbrooke podignuto na mjestu Wihtwarasburgha zbog činjenice da su na istoj lokaciji. Također se pretpostavlja da je Wihtwarasburgh sagrađen na mjestu prijašnje rimske utvrde, ali to još nije dokazano.
Nastala je nakon doba poslijerimske vlasti, u 7. stoljeću. U crkvenoj povijesti Bede Časnoga, Vectu (nom. Vecta) su naselili, skupa s dijelovima Hampshirea i većim dijelom Kenta germansko pleme Juti. Ime koje je ponio u to vrijeme je Wihtland. Na anglosaskom wiht (eng. wight) znači mitološko biće, nemrtvo, slično duhu. Riječju Wihtwara označava se ljude s Wihtlanda, koji su vjerojatno nakon Wihtgara, koji je skupa sa Stufom bio jedan od dvaju najranijih kraljeva Wihtlanda (od 512., kako je za bilježio Beda). Wihtgar i Stuf navodno su bili nećaci Cerdica, osnivača zapadnosaske dinastije znane samo kao Ġewisse (doslovce: "Saveznici"). Neki učenjaci sugerirali su da je Wihtgar možda fiktivna osoba, to jest, središnji lik mita o osnivanju izmišljen retrospektivno, da bi se opravdalo ime. Anglosaska kronika se ne slaže, nego tvrdi da su Wihtgar i Stuf primili zemlju od Cerdicova sina Cynrica 534. godine, i da je Wihtgar umro 544. godine.
Ne zna se tko su bili sljedeći kraljevi sve do zadnjeg jutskog kralja Arvalda, vjerojatno rođena sredinom 7. stoljeća. Godine 661. Vulfher (Wulfhere) Mercijski osvojio je Kraljevstvo Zapadnih Sasa i predao vrhovno gospodarenje (overlordship) svom kumčetu, kralju Ethelvalhu (Aethelwalh) Južnih Sasa i prisilio otočane prijeći na kršćanstvo. Nakon Vulfherova odlaska otok se vratio na poganstvo. Arvald je prema vijestima ubijen dok se odupirao invaziji 686. godine kralja Caedwalle od Wessexa (pod skrbi sv. Vilfrida) zajedno s bratom Mulom Kentskim (Mūl). Prema Bedi, Caedwalla je "nastojao uništiti sve stanovnike" Wihtlanda i nadomjestiti ih vlastitim sljedbenicima. Pretrpljene rane u žestokoj borbi s Wihtwarama bile su po općoj pretpostavci odgovorne za Caedwallinu smrt par godina poslije. 
Jedini zabilježeni preživjeli navodnih pokolja Wihtwara je Arvaldova sestra čije se ime ne zna. Preko nje njena vladarska dinastija postala je pretkom kasnijih anglosaskih kraljeva. Udala se za kralja Egberta Kentskog, čije kraljevstvo Kent također je bilo jutsko i bilo je pod opsadom Caedwalle i njegova brata Mula. Stoga je Arvaldova sestra, izgleda, mati kralja Vihtreda od Kenta (Wihtred) i baka Ethelberta II. Kentskog (Æthelbert). Etelbert je djed Egberta od Wessexa koji je djed po ocu kralju Alfredu Velikom.
Prestankom jutske vlasti došlo je vrijeme lordstva otoka Wighta. Nakon normanskog osvajanja otok Wight predan je 1101. obitelji Redvers znanoj kao "gospodari (lordovi) otoka Wighta" (eng. "Lords of the Isle of Wight"). Zadnja od njih bila je Izabela de Fortibus (Izabela de Forz, 1237. – 1293.), neformalno znanoj kao "kraljica otoka Wighta".